# Юкермюнде
Юкермюнде (нім. Ueckermünde, пол. Wkryujście) — портове місто на північному сході Німеччини, в землі Мекленбург-Передня Померанія, у безпосередній близькості до кордону з Польщею. Входить до складу району Передня Померанія-Грайфсвальд.
Площа — 84,64 км2. Населення становить 8472 ос. (станом на 31 грудня 2020).
Юкермюнде має довгу і багату історію, починаючи з його заснування слов'янським племенем укри та згадується у 934 році німецьким істориком Відукіндом Корвейським. Інші джерела називають це плем'я украни (Vucrani або Ucrani) — слов'янське плем'я, яке жило в області Укер до 1200 років. Назва Украмунд (Ucramund) з'являється в документах з 1178 року.[джерело?]

## Назва
Назва «Ueckermünde» перекладається як «гирло Укер». Річка витікає з регіону «Укер Бранденбург», де вона називається Укра (нім. Ucker), затоки Одер. Назва річки збігається з назвою сусіднього регіону (нім. Uckermark) та ім'я середньовічного слов'янського племені укри, які населяли області до розселення німців на схід (нім. Ostsiedlung). Перше відоме документальне посилання на нім. Ucramund в 1178 р.. Пізніше написання включені нім. Ukeremund, Ukeremunde, Ukermunde (у 1284 р.).

## Історія
- 1178 — перша згадка про місто в документах.
- 1546 — Палац, побудований Філіпом I.
- 10 вересня 1759 року під час Семирічної війни в Щецинській затоці неподалік Юкермюнде та міста Нове Варпно відбувся перший в історії прусського морського бойового флоту бій. Зіткнулися з шведськими і прусськими військами. Битва закінчилася перемогою Швеції, де флотилія під командуванням капітана Rutensparne.
- 1818 року місто є столицею району (до 1994)
- ХІХ і ХХ століття — виробництво цегли і стали були основою економіки міста.

## Середньовіччя
В епоху слов'янського заселення цих земель Украмунд був, в силу свого розташування, селищем рибалок. Як місто, вперше письмово згадується 1178 року, а 1243 з'являється монастир Гробу Господнього на Узедомі. 1260 року герцог Барні І фундує монастиря і будує торговий центр, а місту було надано Статут Любецького права. 1276 року місто був призначений Civitas і 1284, спочатку була зведена фортеця, а потім збудований замок герцогів Померанії.
У XIII столітті тут було місто зі стінами і двома воротами, щоб витримувати облогу війська Бранденбурга. Пожежа 1473 року знищила багато середньовічних будинків і церкву. Потім була побудована в стилі пізньої готики церква Св. Marien, 1753, та зведені абсолютно нові будівлі.
1540 року герцог Філіп Поморський I почав будівництво чотирьох крил замку.

## Галерея

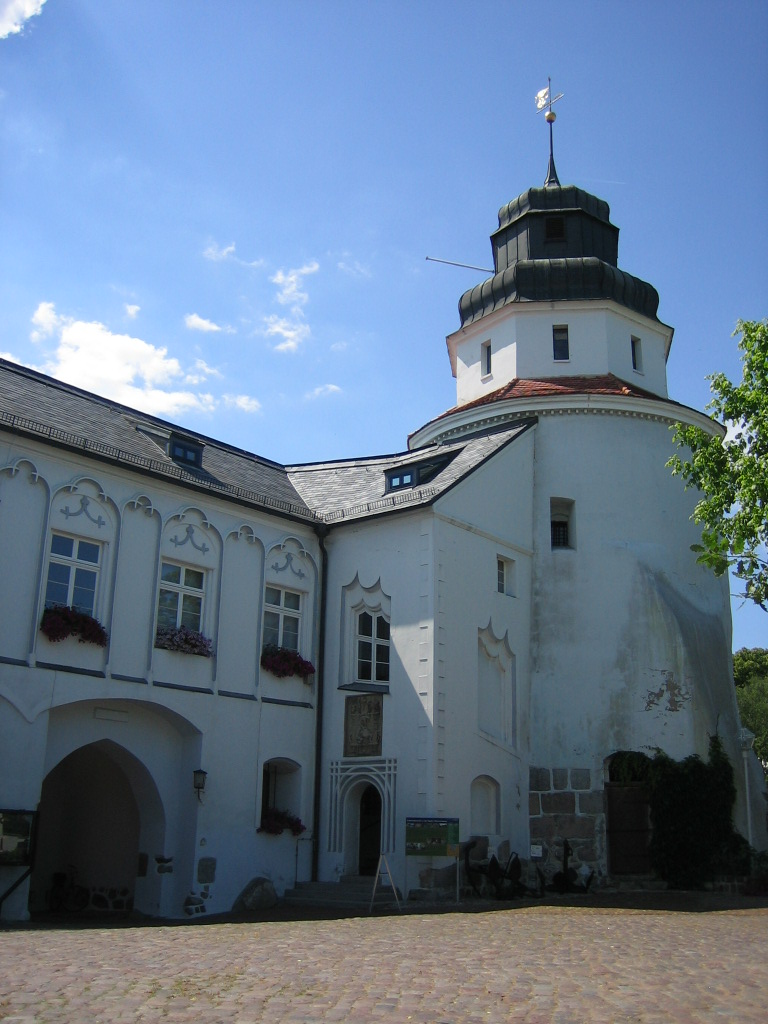
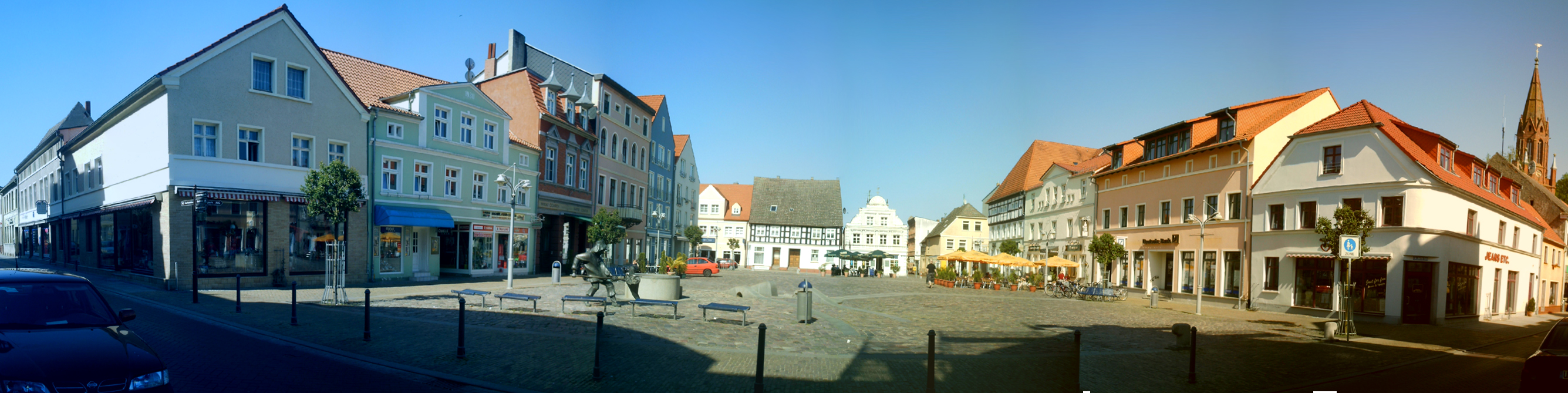
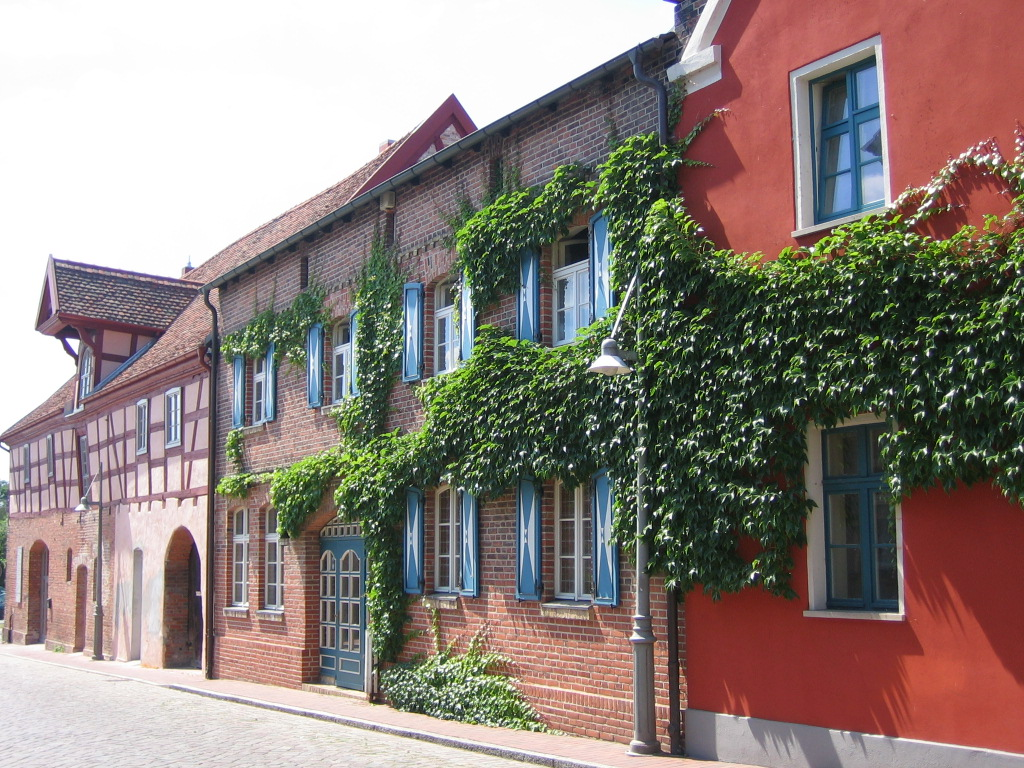
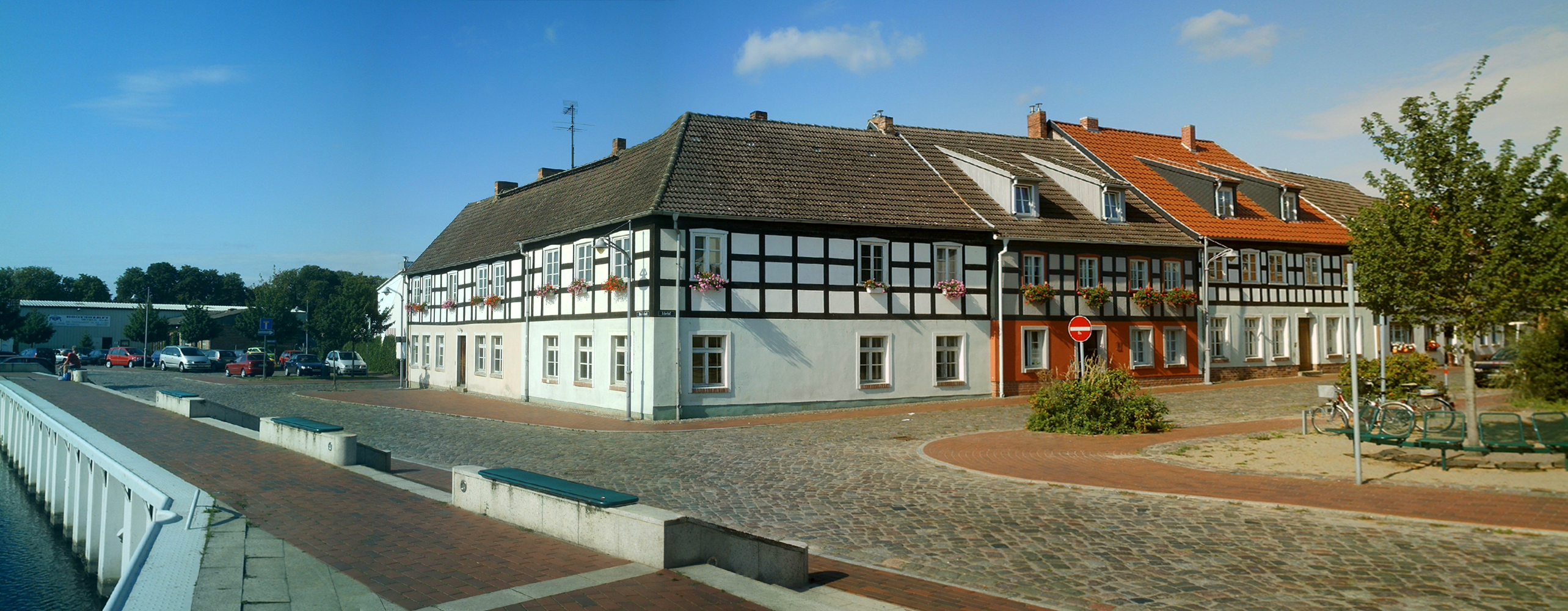
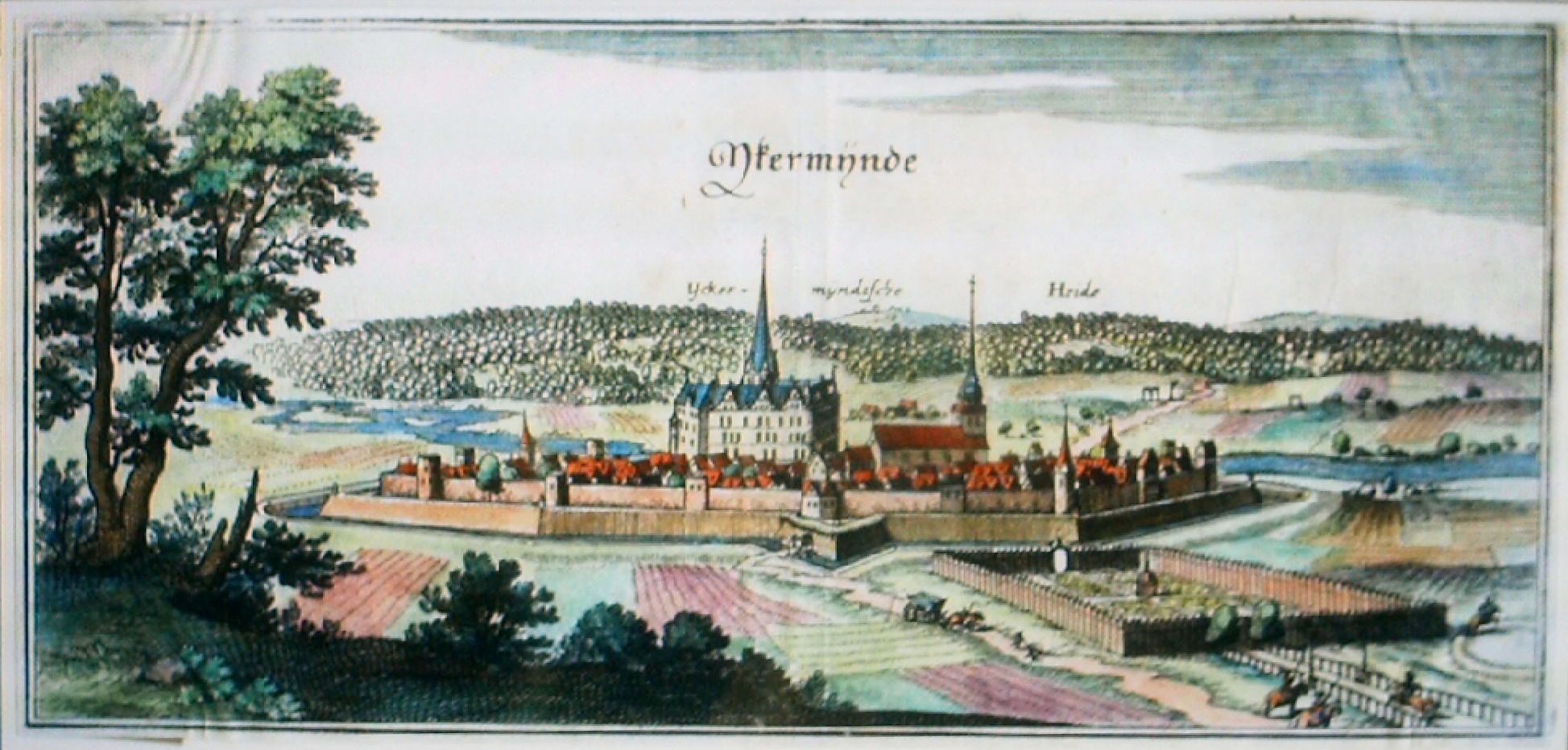
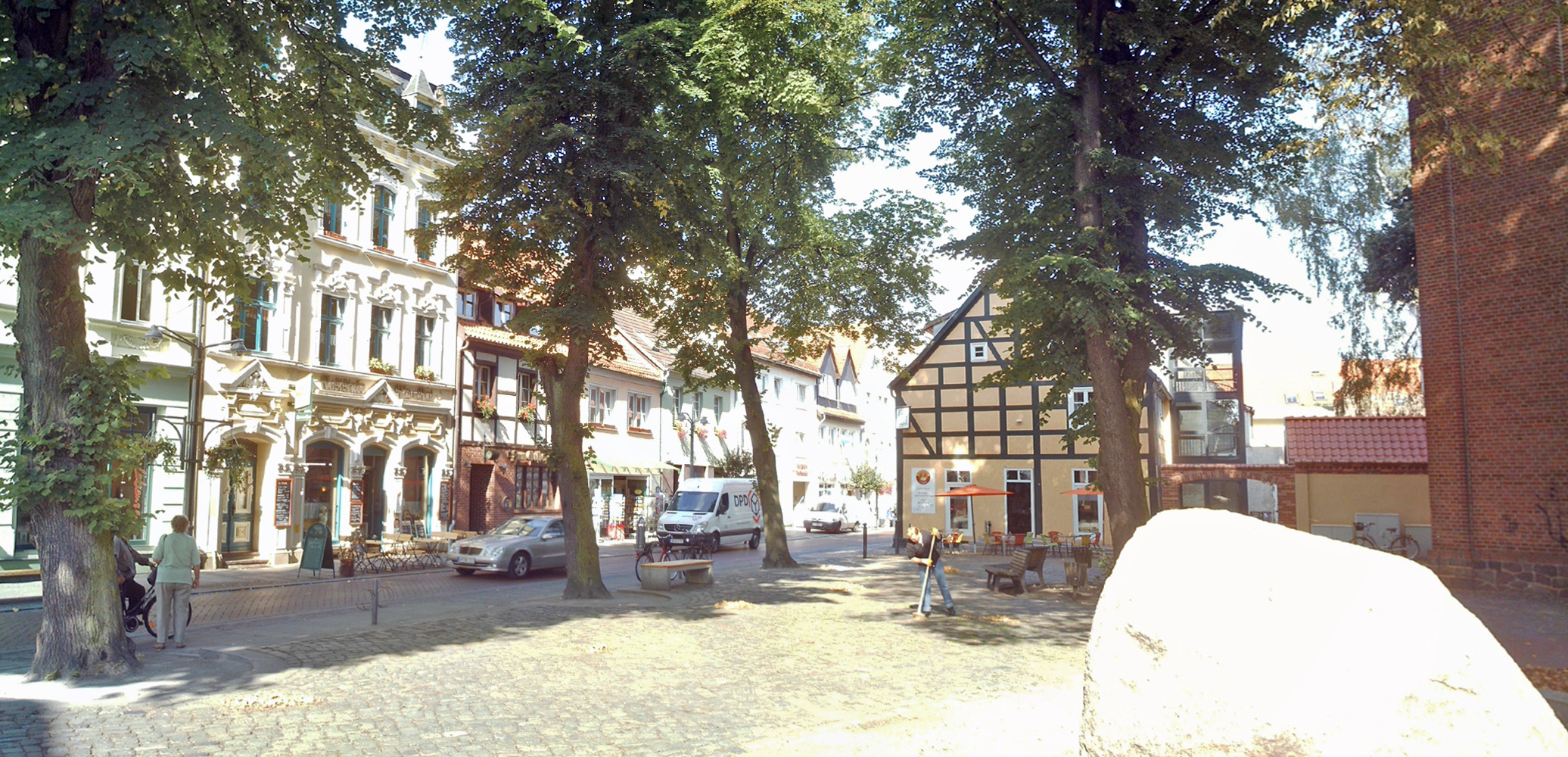